# Ampère (1909)
Ampère (Q68) – francuski oceaniczny okręt podwodny z okresu I wojny światowej, jedna z 18 zbudowanych jednostek typu Pluviôse. Okręt wypierał 404 tony w położeniu nawodnym i 553 tony pod wodą, a jego główną bronią było sześć torped kalibru 450 mm wystrzeliwanych z sześciu wyrzutni zewnętrznych. Napędzana maszynami parowymi jednostka rozwijała na powierzchni prędkość 12 węzłów, osiągając zasięg 1500 Mm przy prędkości 9 węzłów.
„Ampère” został zwodowany 30 października 1909 roku w stoczni Arsenal de Toulon w Tulonie, a do służby w Marine nationale wcielono go 1 listopada 1910 roku. Okręt służył na Morzu Śródziemnym i Atlantyku, aktywnie uczestnicząc w działaniach wojennych. W marcu 1916 roku „Ampère” zatopił austro-węgierski statek szpitalny „Electra”. Jednostka została skreślona z listy floty 12 listopada 1919 roku, po czym w 1922 roku sprzedana i następnie złomowana.

## Projekt i budowa
W przyjętym 9 grudnia 1900 roku przez Parlament Francji „Prawie o flocie” znalazł się zapis o budowie 26, a po późniejszych zmianach aż 44 okrętów podwodnych. W 1901 roku zamówiono 20 niewielkich jednostek typu Naïade, jednak były to okręty o niewielkiej wartości bojowej. Kolejny typ okrętów zbudowanych w ramach programu – Sirène – zaprojektował inż. Maxime Laubeuf, ulepszając swój pierwszy udany projekt („Narval”). Pojawienie się możliwych do zamontowania na okrętach podwodnych silników wysokoprężnych zaowocowało skonstruowaniem przez Laubeufa jednostek typu Aigrette. Ministerstwo Floty popierało wysiłki konstruktorów, dążąc do wcielenia do Marine nationale jak największej liczby pełnomorskich i silnie uzbrojonych jednostek. Efektem tego było powstanie sześciu okrętów typu Émeraude (konstrukcji inż. Gabriela Maugasa) oraz dwóch typu Circé (projektu Laubeufa).
Dalszą rozbudowę sił podwodnych hamowała jednak dostępność silników wysokoprężnych, które Francja musiała zamawiać u swojego głównego wroga na kontynencie europejskim – w Niemczech. Aby uniezależnić się od dostaw niemieckich jednostek napędowych, Minister Floty wydał Laubeufowi polecenie zaprojektowania ulepszonych w stosunku do typu Circé okrętów, jednak napędzanych na powierzchni sprawdzonymi i dostępnymi silnikami parowymi. Rozwiązanie to traktowano jako tymczasowe – jednostki miały zostać przebudowane na spalinowe, gdy tylko francuski przemysł dostarczy wystarczającą liczbę niezawodnych silników Diesla. Okręty podwodne z napędem parowym, oprócz zalet takich jak duża prędkość nawodna i niezawodność, miały wiele wad: zwiększoną wyporność spowodowaną masą i wielkością siłowni, znacznie mniejszy zasięg oraz długi czas zanurzania, spowodowany koniecznością zatrzymania maszyn i kotłów. Zamówiono jednak aż 18 okrętów nowego rodzaju, nazwanego od prototypowej jednostki typem Pluviôse, co stanowiło najliczniejszą we francuskiej flocie podwodnej serię do czasu zbudowania w okresie międzywojennym 31 okrętów typu Redoutable.
„Ampère” został zamówiony 24 sierpnia 1905 roku w Arsenale w Tulonie wraz z dwiema siostrzanymi jednostkami zbudowanymi w tej stoczni. Stępkę okrętu położono 22 listopada 1906 roku, a zwodowana została 30 października 1909 roku. Uroczystość wodowania odbyła się bez udziału publiczności, w obecności wadm. Jauréguiberry’ego. Okręt otrzymał nazwę na cześć wybitnego francuskiego naukowca z przełomu XVIII i XIX wieku – André’a Ampère’a. W listopadzie 1909 roku służący w Cherbourgu na pancerniku „Jauréguiberry” kpt. mar. (fr. lieutenant de vaisseau) P.-A. Benet otrzymał rozkaz udania się do Tulonu w celu nadzorowania prac wykończeniowych na „Ampère”.

## Dane taktyczno-techniczne

### Charakterystyka ogólna
„Ampère” był średniej wielkości oceanicznym okrętem podwodnym o konstrukcji dwukadłubowej. Długość całkowita wynosiła 51,12 metra (50,75 metra między pionami i 50,04 metra na wodnicy), szerokość 4,955 metra, a średnie zanurzenie 3,045 metra (na rufie 3,153 metra). Wykonany ze stali o wytrzymałości 50 kG/cm² kadłub sztywny miał 43,781 metra długości i 3,8 metra szerokości, ukształtowany z pasów o grubości od 12 do 16 mm. Wysokość (od stępki do szczytu kiosku) wynosiła 5,782 metra; luk wejścia do kiosku znajdował się 2,55 metra nad wodnicą. Powierzchnia przekroju wodnicowego przy wyporności normalnej wynosiła 453 m².
Kadłub lekki otaczał na całej długości kadłub sztywny, z wyjątkiem śródokręcia, gdzie nie obejmował jego dolnej części wraz ze stępką. Między kadłubem sztywnym a lekkim znajdowały się zbiorniki balastowe, po osiem na każdą burtę. Napełnianie zbiorników odbywało się poprzez zawory denne, a za usuwanie powietrza podczas napełniania odpowiadały zawory odpowietrzające o średnicy 100 mm (po jednym na zbiornik). Czas napełniania wszystkich zbiorników wynosił 4 minuty, a mogły one pomieścić 149 ton wody (wraz ze zbiornikami wyrównawczymi). Osuszanie zbiorników odbywało się za pomocą dwóch elektrycznych pomp odśrodkowych Maginot o wydajności 150 m³/h; w przedziale dziobowym znajdowały się też dwie butle ze sprężonym powietrzem o pojemności 17 i 35 litrów. Umieszczony w stępce balast awaryjny miał masę czterech ton. Okręt miał dwa zbiorniki wody słodkiej, trzy zbiorniki wyrównawcze i zbiornik zastępczy (montowany na dziobie zamiast torpedy).
Wnętrze okrętu podzielone było na sześć pomieszczeń: I – przedział dziobowy, mieszczący kubryk marynarzy; II – przedział baterii akumulatorów; III – przedział centralny, podzielony wzdłużną grodzią na dwie części, mieszczące mesę oficerską (po lewej) i główne stanowisko dowodzenia (po prawej); IV – przedział maszynowni, mieszczący kotły, maszynę parową, zbiornik paliwa i toaletę; V – przedział silników elektrycznych i sprężarek i VI – przedział rufowy, mieszczący kubryk podoficerski. Pomieszczenie oficerskie wyposażone było w dwie koje, dwie szafy, dwie umywalki, płytę elektryczną i stół; w dziobowym kubryku znajdowało się osiem odchylanych koi, sześć hamaków, dwie umywalki i rozkładany stół, a w kubryku rufowym zamontowano cztery odchylane koje, umywalkę i rozkładany stół. Do wnętrza kadłuba jednostki prowadziły cztery luki: jeden w przedziale baterii akumulatorów, jeden w dziobowej części przedziału maszynowni, luk komina i luk roboczy.
Wyporność w położeniu nawodnym wynosiła 404 tony, a w zanurzeniu 553 tony. Zapas pływalności wynosił 27%.
Sterowanie odbywało się za pomocą trzech rufowych sterów kierunku (głównego, górnego i dolnego) o łącznej powierzchni 6,2169 m² oraz trzech par sterów zanurzenia (dziobowych, śródokręcia i rufowych) o powierzchni odpowiednio 5,199 m², 6,5182 m² i 5,5644 m². Stery głębokości poruszane były ręcznie lub z wykorzystaniem napędu elektrycznego. Dopuszczalna głębokość zanurzenia wynosiła 40 metrów , a czas wykonania manewru zanurzenia 4,5–5 minut.
Załoga okrętu składała się z 2 oficerów oraz 23 podoficerów i marynarzy.

### Urządzenia napędowe
Okręt napędzany był na powierzchni przez dwie trzycylindrowe nawrotne maszyny parowe potrójnego rozprężania z wymuszonym smarowaniem, produkcji zakładów w Saint-Denis. Średnica cylindra wysokiego ciśnienia wynosiła 225 mm, cylindra średniego ciśnienia – 340 mm, a cylindra niskiego ciśnienia 550 mm; skok tłoka wynosił 270 mm. Łączna maksymalna moc maszyn wynosiła 700 KM przy 400 obr./min i ciśnieniu roboczym pary 15,5 kG/cm². Parę dostarczały dwa dwuwalczakowe, jednopaleniskowe kotły du Temple ze zwrotnym przepływem spalin, o maksymalnym dopuszczalnym ciśnieniu 16,5 kG/cm². Spaliny trafiały do wspólnego stacjonarnego komina o średnicy 620 mm, umieszczonego w wodoszczelnej osłonie wychodzącej na wysokość jednego metra powyżej kadłuba sztywnego, w którym z kolei zamontowany był wysuwany komin tej samej wysokości. Każda z maszyn poprzez oddalone od siebie o 1,4 metra linie wałów napędzała trójskrzydłową śrubę wykonaną z brązu. Średnica śruby wynosiła 1,5 metra, a średni skok 1,084–1,085 metra; śruby były przeciwbieżne – prawoburtowa obracała się w prawo, a lewoburtowa w lewo.
W przedziale siłowni prócz maszyn parowych i kotłów znajdowały się także dwie pompy próżniowe napędzane bezpośrednio z maszyn o łącznej wydajności 233,3 m³/h, dwie odśrodkowe pompy obiegowe z napędem elektrycznym o mocy 134 kW o łącznej wydajności 300 m³/h, cztery pompy zasilające napędzane bezpośrednio z maszyn o łącznej wydajności 18 200 m³/h i dwa skraplacze rurowe o łącznej powierzchni chłodzącej 70,32 m². Zbiorniki paliwa mieściły się w kadłubie sztywnym pod głównym pokładem: dwa (o pojemności 8250 litrów i 2560 litrów) pod pomieszczeniem siłowni, a trzeci mieszczący 1250 litrów pod głównym stanowiskiem dowodzenia. Jako rezerwę paliwo można było też przewozić w dziobowej grupie zbiorników balastowych nr 1 o łącznej pojemności 3900 litrów oraz w rufowej grupie zbiorników balastowych nr 4 o łącznej pojemności 11 500 litrów. Maksymalny zapas paliwa wynosił więc 27 710 litrów (24,939 tony).
Napęd podwodny zapewniały dwa jednotwornikowe silniki elektryczne firmy Compagnie Générale Électrique z Nancy. Prędkość obrotowa wynosiła od 192 do 560 obr./min, a regulowana była poprzez zmianę napięcia (nominalnie 230 V). Silniki miały po sześć biegunów głównych wzbudzanych równolegle i sześć biegunów kompensujących z uzwojeniem połączonym szeregowo. Każdy z silników połączony był z baterią akumulatorów; mógł je ładować jako generator elektryczny napędzany przez maszynę parową. Łączna moc silników elektrycznych wynosiła 450 KM. Energia elektryczna magazynowana była w dwóch bateriach akumulatorów firmy Fulmen d’Arsonval po 124 ogniwa.
Prędkość maksymalna na powierzchni wynosiła 12 węzłów, a w zanurzeniu 8 węzłów. Zasięg wynosił 1500 Mm przy prędkości 9 węzłów (lub 900 Mm przy prędkości 12 węzłów) w położeniu nawodnym oraz 50 Mm przy prędkości 5 węzłów pod wodą.

### Uzbrojenie
Okręt wyposażony był w sześć zewnętrznych wyrzutni torped kalibru 450 mm: dwie po obu stronach kiosku (odchylone o 7° od osi symetrii okrętu), dwie na rufie (odchylone o 5° od osi symetrii okrętu) i umieszczone na pokładzie rufowym dwie systemu Drzewieckiego, z łącznym zapasem sześciu torped modèle 1906. Torpedy miały długość 5,07 metra, a ich masa wynosiła 646 kg.

### Wyposażenie
Jednostka wyposażona była w dwa peryskopy – dzienny i nocny. Peryskop dzienny miał długość 5,8 metra i po podniesieniu wystawał 4 metry ponad poziom kiosku; podnoszenie i opuszczanie realizowane było za pomocą napędu elektrycznego z prędkością 0,4–0,45 m/s. Peryskop nocny miał długość 2,5 metra i umieszczony był na dachu sterówki; podnoszony był ręcznie za pomocą kołowrotu.
Na pokładzie zainstalowano dwa kompasy: jeden mokry na rufie, umieszczony w naktuzie i drugi w dziobowej części sterówki, zamknięty w otwartej od dołu skrzyni, którego wskazania można było obserwować także z wnętrza kiosku i z wnętrza kadłuba. W dziobowej części kiosku były umieszczone elektryczne i wodoszczelne światła nawigacyjne w kolorach zielonym i czerwonym. Okręt wyposażony był również w kotwicę czterołapową o masie 283 kg, z łańcuchem o długości 100 metrów, podnoszoną za pomocą kabestanu z silnikiem elektrycznym Couffinhal. Na pokładzie znajdowały się też dwie szalupy Bertona, o długości 3,67 metra każda, a także awaryjna mosiężna boja, która mogła być uwolniona z głównego stanowiska dowodzenia i połączona z aparatem telefonicznym. Ogrzewanie zapewniały cztery grzejniki elektryczne, zasilane prądem o napięciu 115 V.

## Służba
„Ampère” został wcielony do służby w Marine nationale 1 listopada 1910 roku. Jednostka otrzymała numer taktyczny Q68 i kod identyfikacyjny AM . W dniach 19–22 grudnia 1910 roku okręt pod dowództwem kpt. mar. (fr. lieutenant de vaisseau) Beneta odbył liczący 476 mil rejs z Tulonu do Port-Vendres i Villefranche-sur-Mer, pokonując drogę w ciągu 50 godzin (w tym sześć godzin w zanurzeniu) i przeprowadzając w trakcie próbne strzelania torpedowe. W grudniu 1911 roku kpt. mar. Benet był nadal dowódcą „Ampère”.
W 1912 roku zmieniono taktykę użycia jednostek typu Pluviôse, które wraz z okrętami typu Brumaire miały prowadzić działania ofensywne wraz z siłami głównymi floty. Od tej pory okręty podwodne zgrupowano w liczące trzy jednostki dywizjony (okrętem flagowym dywizjonu był wyposażony w radiostację torpedowiec lub niszczyciel). 25 lutego 1912 roku, kiedy „Ampère” wraz z „Monge” przebywały na poligonie morskim nieopodal Salins-d’Hyères, na „Ampère” doszło do awarii układu napędowego i okręt na holu „Monge” musiał powrócić do Tulonu. 24 lipca „Ampère”, „Monge”, „Papin” i „Gay-Lussac” wzięły udział w manewrach floty nieopodal Bonifacio, podczas których trzem pierwszm udało się storpedować pancernik „Patrie” oraz krążowniki „Edgar Quinet”, „Waldeck-Rousseau” i „Jurien de la Gravière”; „Gay-Lussac” podczas rejsu doznał uszkodzenia pokrywy cylindra, które zostało usunięte w trakcie sześciodniowego remontu przeprowadzonego w Ajaccio. W grudniu 1913 roku nowym dowódcą „Ampère” został mianowany kpt. mar. Devin.
Tuż przed wybuchem I wojny światowej „Ampère” znajdował się w składzie bazującej w Tulonie 1. Flotylli okrętów podwodnych (wraz z siostrzanymi okrętami „Cugnot”, „Fresnel”, „Gay-Lussac”, „Messidor”, „Monge” i „Papin” oraz niszczycielami „Arbalète”, „Arc” i „Hallebarde”).

### I wojna światowa
W momencie wybuchu wojny jednostki 1. Flotylli przechodziły bieżące remonty i serwis mechanizmów okrętowych (m.in. oczyszczano podwodne części kadłubów). Po ich zakończeniu okręty typu Pluviôse otrzymały zadanie obrony swojej bazy w Tulonie, a 2. Flotylla (składająca się z jednostek typu Brumaire) została skierowana do działań ofensywnych u wybrzeży Austro-Węgier. Wobec problemów technicznych nękających okręty typu Brumaire do działań u wybrzeży nieprzyjaciela musiały przystąpić także jednostki typu Pluviôse, które zostały przerzucone na Maltę. 13 września 1914 roku „Ampère” wraz z „Cugnotem” w eskorcie niszczyciela „Arbalète” wyszły z Malty i udały się na Adriatyk. 18 września oba okręty podwodne zabezpieczały operację desantu francuskiego oddziału artylerii nieopodal Lovćen, patrolując wody między Antivari a Cattaro, a po wykonaniu zadania powróciły na Maltę. W październiku „Ampère” ponownie przybył na Maltę w miejsce odesłanych do Bizerty „Fresnela” i „Papina”. 4 listopada pod Cattaro okręt wystrzelił niecelną torpedę w kierunku patrolujących podejście do bazy dwóch austro-węgierskich torpedowców, które w odwecie oddały strzały w kierunku peryskopu jednostki. Pod koniec roku okręt został wyposażony w relingi przeciwminowe. 
Okręt wraz z siostrzanymi jednostkami prowadził nadal naprzemiennie z Malty żmudne i bezowocne patrole pod Cattaro. W dniach 9–13 marca „Ampère”, „Fresnel” i „Gay-Lussac” patrolowały wody między Kretą a przylądkiem Matapan w celu ubezpieczenia przerzutu wojsk alianckich do Dardaneli. Od końcówki marca do końca kwietnia „Ampère”, „Cugnot”, „Fresnel” i „Gay-Lussac” brały udział w rejsach patrolowych w rejon wyspy Vis, jednak nie odniosły żadnego sukcesu. Pomiędzy końcem marca a 2 maja 1915 roku siedem francuskich okrętów podwodnych (w tym pięć typu Pluviôse) wykonało 21 rejsów bojowych na wodach przeciwnika.
23 maja 1915 roku do wojny po stronie Ententy przystąpiły Włochy i już następnego dnia „Ampère”, „Cugnot”, „Fresnel”, „Messidor” i „Monge” w eskorcie dwóch niszczycieli wyszły z Malty i udały się do Brindisi, tworząc tam razem z dwoma dywizjonami niszczycieli oraz brytyjskimi okrętami podwodnymi Samodzielną Flotyllę, która miała podlegać włoskiemu dowództwu. Wkrótce do flotylli w Brindisi dołączyły „Papin” i „Gay-Lussac”, przez co cała francuska 1. Flotylla znalazła się na Adriatyku. Zadaniem francuskich okrętów była obrona podejść do bazy, stałe patrolowanie Zatoki Kotorskiej i ochrona większych jednostek Regia Marina. 
Latem 1915 roku na okręcie zamontowano działo pokładowe kalibru 37 mm, w celu umożliwienia walki z zagrożeniem minowym. Z jego pomocą 6 lipca „Ampère” zniszczył 17 pływających na powierzchni morza min, zużywając cały posiadany zapas amunicji. 28 lipca, patrolując wody wokół zajętej przez Włochów wyspy Pelagosa, „Ampère” wystrzelił niecelne torpedy w kierunku niszczycieli przeciwnika, w tym wysadzającego desant SMS „Balaton”. Między 20 września a 14 października „Ampère” i „Papin” wykonywały defensywne patrole pod Ankoną.
18 marca 1916 roku dowódca przebywającego w zanurzeniu nieopodal przylądka Planka (Ploče) „Ampère” o godzinie 9:30 zauważył dużą trzymasztową jednostkę, która okazała się później statkiem szpitalnym o nazwie „Electra”. Nie zauważając bądź ignorując oznaczenia statku okręt podwodny storpedował „Electrę”, która zatonęła na płytkich wodach po 12 minutach od trafienia (na jej pokładzie śmierć poniosły dwie osoby). Statek został później podniesiony i w grudniu 1916 roku ponownie został wcielony do służby.
W ciągu 1916 roku wszystkie jednostki typu Pluviôse operujące z Brindisi przeszły kolejno remonty w macierzystej bazie w Tulonie. 4 sierpnia francuskie Ministerstwo Marynarki wydało rozkaz wycofania z Adriatyku jednostek typu Pluviôse i zastąpienie ich nowocześniejszymi, napędzanymi silnikami Diesla okrętami podwodnymi, jednak wobec nieprzygotowania tych ostatnich do prowadzenia działań ostatecznie 29 sierpnia rozkaz odpłynięcia do Gibraltaru anulowano. W październiku większość parowych okrętów podwodnych wycofano z Adriatyku – w Brindisi pozostały jedynie „Cugnot” i „Gay-Lussac”.
W lutym 1917 roku „Ampère” i „Papin” zostały skierowane do Samodzielnej Flotylli okrętów podwodnych „Maroko”, zastępując w niej jednostki typu Émeraude. Oba okręty operowały na wodach Cieśniny Gibraltarskiej, prowadząc głównie działania przeciw U-Bootom (bazując m.in. w Sagres). 25 maja 1917 roku współpracujący z trawlerem „Ampère” wystrzelił z odległości 400 metrów dwie niecelne torpedy w kierunku U-Boota, ostrzeliwującego alianckie statki, który po zauważeniu ataku zanurzył się i odpłynął. Ta i inne operacje nie przyniosły żadnych sukcesów i w listopadzie 1918 roku okręty Flotylli przeszły do portów w północnej Francji, aby zapobiec powrotowi do Niemiec U-Bootów ewakuujących się z Morza Śródziemnego; tak wysłużony okręt doczekał zakończenia wojny.

### Koniec służby
„Ampère” został wycofany ze służby 12 listopada 1919 roku. Okręt sprzedano 23 września 1922 roku w celu złomowania, po czym został rozebrany w Tulonie.